# Pietralba
Pietralba (en cors Petralba) és un municipi francès, situat a la regió de Còrsega, al departament d'Alta Còrsega. L'any 1999 tenia 314 habitants.

## Demografia
| 1962 | 1968 | 1975 | 1982 | 1990 | 1999 |
| ---- | ---- | ---- | ---- | ---- | ---- |
| 363  | 384  | 368  | 340  | 244  | 314  |

## Administració
| Període | Identitat  | Partit | Qualitat |  |
| ------- | ---------- | ------ | -------- |  |
| 2008-   | Jean Casta |        |          |  |